# Суворовський
Суво́ровський (рос. Суворовский) — селище у складі Тоцького району Оренбурзької області, Росія.

## Населення
Населення — 824 особи (2010; 933 у 2002).
Національний склад (станом на 2002 рік):
- росіяни — 85 %